# MercedesCup 2009
MercedesCup 2009 — тенісний турнір, що проходив на ґрунтових кортах у місті Штутгарт, Німеччина з 13 липня . Належав до категорії ATP World Tour 250.

## Фінальна частина

### Одиночний розряд
Жеремі Шарді —  Віктор Генеску 1–6, 6–3, 6–4

### Парний розряд
Франтішек Чермак /  Міхал Мертиняк —  Віктор Генеску /  Горія Текеу 7–5, 6–4